# ジャジソン・ビエラ・カストロ
ジャジソン（Jadson）ことジャジソン・ビエラ・カストロ（Jadson Viera Castro、1981年8月4日 - ）は、ブラジル・リオグランデ・ド・スル州出身の元サッカー選手、サッカー指導者。現役時代のポジションはDF。

## 経歴
ブラジル南部リオグランデ・ド・スル州のサンタナ・ド・リヴラメントという街で生まれた。この街はウルグアイとの国境に近く、リベラ州のリベラという街まですぐだった。
2001年、ダヌービオFCでデビューし、2度のクラウスーラ優勝、3度のアペルトゥーラ優勝と2度の総合優勝を飾った。
2005年にはメキシコのアトランテFCにレンタル移籍した。ダヌービオに復帰して2007年に総合優勝した後、アルゼンチンのCAラヌースに移籍した。
アペルトゥーラ2007では創立92年目にしてクラブ史上初の優勝を果たした。

## 所属クラブ
- 2001-2007  ダヌービオFC

2005 → アトランテFC (loan)
- 2007-2010  CAラヌース
- 2010-2011  CRヴァスコ・ダ・ガマ

2011 → ナシオナル・モンテビデオ (loan)
- 2012  ナシオナル・モンテビデオ
- 2013-2016  ダヌービオFC
- 2016-2017  CAレンティスタス

## 指導歴
- 2024-  CAボストン・リーベル

## タイトル
- ダヌービオFC
  - プリメーラ・ディビシオン 2004, 2006-07, 2013-14
- CAラヌース
  - プリメーラ・ディビシオン アペルトゥーラ2007
- ナシオナル・モンテビデオ
  - プリメーラ・ディビシオン 2010-11, 2011-12